# Daniel Daga
Daniel Demenenge Daga (10 gennaio 2007) è un calciatore nigeriano, centrocampista del Molde.

## Caratteristiche tecniche
Gioca come centrocampista difensivo.

## Carriera

### Club
Daga ha iniziato la sua carriera calcistica con l'One Rocket in Nigeria, dove ha debuttato in seconda divisione nel corso del 2022. Più tardi nello stesso anno è stato ceduto in prestito al Dakkada, con cui ha debuttato in Nigeria Premier League il 15 gennaio 2023 contro il Bayelsa United, dove ha realizzato il gol dell'1-1 al 97'.
Terminata la stagione ha fatto rientro all'One Rocket, ma poco dopo è stato prestato all'Enyimba.
Nel 2025 si trasferisce al Molde, club della prima divisione norvegese.

### Nazionale
Nel maggio del 2023 è stato convocato dalla nazionale Under-20 nigeriana per disputare il campionato mondiale di categoria.

## Statistiche

### Presenze e reti nei club
Statistiche aggiornate all'11 giugno 2024.
| Stagione            | Squadra         | Campionato      | Campionato | Campionato | Coppe nazionali | Coppe nazionali | Coppe nazionali | Coppe continentali | Coppe continentali | Coppe continentali | Altre coppe | Altre coppe | Altre coppe | Totale | Totale |
| Stagione            | Squadra         | Comp            | Pres       | Reti       | Comp            | Pres            | Reti            | Comp               | Pres               | Reti               | Comp        | Pres        | Reti        | Pres   | Reti   |
| ------------------- | --------------- | --------------- | ---------- | ---------- | --------------- | --------------- | --------------- | ------------------ | ------------------ | ------------------ | ----------- | ----------- | ----------- | ------ | ------ |
| ago.-nov. 2022      | One Rocket      | NL              | 7          | 2          | CN              | 0               | 0               |                    | -                  | -                  |             | -           | -           | 7      | 2      |
| nov. 2022-giu. 2023 | Dakkada         | NPL             | 1          | 1          | CN              | 0               | 0               |                    | -                  | -                  |             | -           | -           | 4      | 0      |
| 2023-2024           | Enyimba         | NPL             | 24         | 0          | CN              | 0               | 0               | AFL                | 2                  | 0                  |             | -           | -           | 26     | 0      |
| Totale carriera     | Totale carriera | Totale carriera | 32         | 3          |                 | 0               | 0               |                    | 2                  | 0                  |             | -           | -           | 34     | 3      |